# Thrixspermum pulchellum
Thrixspermum pulchellum är en orkidéart som först beskrevs av George Henry Kendrick Thwaites, och fick sitt nu gällande namn av Rudolf Schlechter. Thrixspermum pulchellum ingår i släktet Thrixspermum och familjen orkidéer.
Artens utbredningsområde är Sri Lanka. Inga underarter finns listade i Catalogue of Life.